# 羊侃

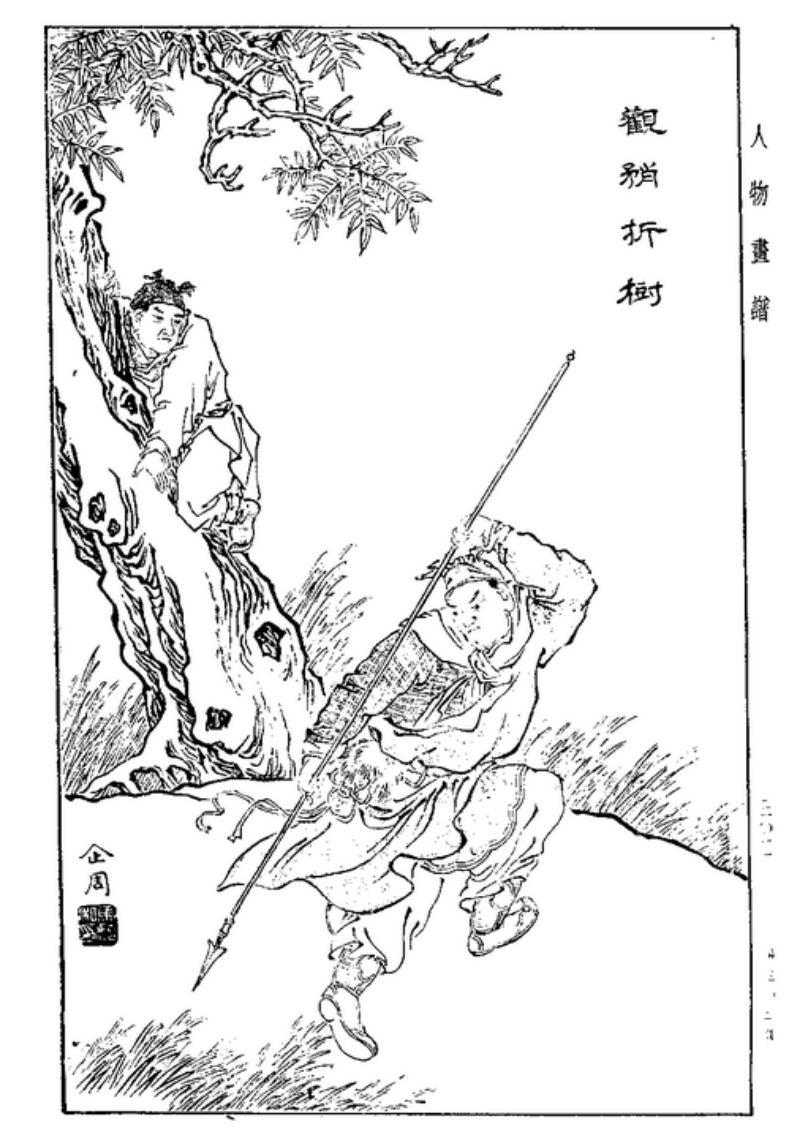
羊侃

羊 侃（よう がん、495年 - 549年）は、中国の北魏および梁の武将で政治家。字は祖忻。本貫は泰山郡梁父県。

## 経歴
梁州刺史の羊祉の子として生まれた。身長は7尺8寸（約191cm）あり、文武に優れた人物として知られていた。後に北魏の蕭宝寅の部下となり功績を得たが、大通2年（528年）に梁に帰参することとした。一族郎党を連れ、数万の兵と共に南下を行い、何度か戦を切り抜け（敗北含む）長江の北岸で「付いて来たとは言え、兵士の中には北方生まれの者もいよう」と考え軍勢を解散し、一族や付き従う者のみで南朝の梁の武帝へ降ることとした。北魏に仕えたまま重臣となった羊烈は従兄である。
梁に仕えた後は、徐州太守・太子左衛軍・侍中となり、冠軍将軍と呼ばれた。
太清元年（547年）、東魏から侯景が梁に降るという話があった時に、朱异の賛成論に真っ向から反対するものの、武帝は朱异を信任し、降伏を受け入れる。その後、侯景は高澄に敗北し、当初のとおり江北13州と10万の兵を失い、千人の敗残兵を伴って南朝に来ることとなると、朱异は受け入れを反対するが、羊侃は「一度、受け入れると言った以上、断ることはできない」と朱异の意見に反対する。武帝は朱异の意見をまたしても是とすることとなり、侯景は一度降伏を受け入れられたにも拘らず、一転断られるに至り、梁の首府である建康（現在の南京市）を攻略するべく、周辺から兵を集め10万の軍勢で建康を包囲する。羊侃は防衛戦の指揮を取ることとなり、数ヶ月にわたり守りぬく。
防衛戦の最中に、羊侃の長男である羊鷟（さく、族の下に鳥）が捕虜となり、降伏を呼びかけた。羊侃は「一族をささげて主君に報いるのにはまだ足りない」と言い、拒否した。数日後、長男が再度城壁前に連れられ、降伏を促した。羊侃は「お前はまだ死んでいなかったのか」と言って激怒し、自ら長男めがけて矢を放った。
建康防衛戦の最中の太清2年12月（西暦549年1月）、羊侃は過労で病死した。享年54。3か月後、台城は陥落した。城内にいた10余万人のうち、生き残ったのは2万人以下であった。武帝も侯景により監禁され、無念のうちに死去した。

## 子女
- 長男 羊鷟 - 前述のとおり敵軍の捕虜となった後に行方不明。
- 次男 羊球 - 位爵を継いだが数年後病死。
- 三男 羊鵾（鵾は昆偏に鳥） - 侯景の建康入城後に隠棲したが、侯景が後述の姉妹を側室とした後、徴還に応じて庫直都督に任じられた。梁が建康を再奪取した時に侯景を殺し、梁に再出仕したが、数年後に戦死した。
- 娘 - 侯景が側室とした。